# Dungeon Craft
Dungeon Craft (originalmente chamado de UA Forever) é um motor de jogo de RPG eletrônico. Foi criado por fãs de , que procuravam criar algo parecido.